# Conde da Lousã
Conde da Lousã é um título nobiliárquico, criado por D. José I de Portugal, por Carta de 27 de Março de 1765, em favor de D. João de Lancastre.
Titulares
1. D. João de Lancastre, 1.º Conde da Lousã;
2. D. Luís António de Lancastre Basto Barém, 2.º Conde da Lousã;
3. D. Mariana Antónia do Resgate de Saldanha Corte Real da Câmara e Lancastre, 3.ª Condessa da Lousã, casada com D. Diogo José Ferreira de Eça de Meneses (1772-1862)[2];
4. D. João José de Lancastre Basto Barém, 4.º Conde da Lousã;
5. D. Luís António de Lancastre Basto Barém, 5.º Conde da Lousã;
6. D. Luís João Afonso de Lancastre Basto Barém, 6.º Conde da Lousã.

Após a Implantação da República Portuguesa, e com o fim do sistema nobiliárquico, usaram o título: 
1. D. Maria Helena Bleck de Lancastre, 7.ª Condessa da Lousã;
2. D. Teresa Maria Bleck de Lancastre, 8.ª Condessa da Lousã;
3. D. António Maria de Lancastre de Mello e Castro, 9.º Conde da Lousã[3], 5.º Conde das Antas, 4.º Visconde de Pernes.